# Ogród zoologiczny w Libercu
Ogród zoologiczny w Libercu – ogród zoologiczny o powierzchni 13 ha założony w 1904 roku, pierwszy ogród zoologiczny na terenie późniejszej Czechosłowacji.